# Alfred von Bake

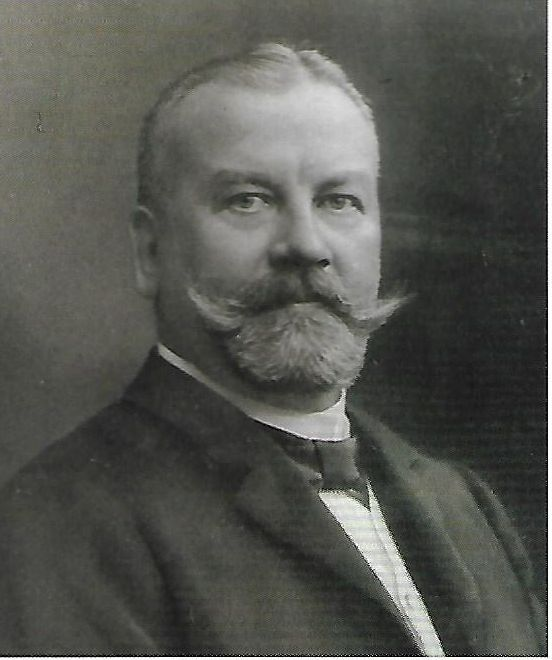
Alfred von Bake (1854–1934)

Alfred Georg Bake, seit 1907 von Bake (* 8. März 1854 in Belgershain; † 12. April 1934 in Freiburg im Breisgau) war ein preußischer Beamter.

## Leben und Wirken
Bake war der Sohn des Gutsbesitzers Theodor Bake (1815–1890), Gutsherr auf Teuchern (Burgenlandkreis) und anderen, und der Agnes Malwine Heyne.
Bake machte 1874 sein Abitur an der Thomasschule zu Leipzig. Anschließend leistete er seinen Militärdienst als Einjährig-Freiwilliger im Schleswig-Holsteinischen Ulanen-Regiment Nr. 15 ab. Danach diente er als Reserveoffizier. Am 14. April 1878 wurde er Sekonde-Leutnant des Magdeburger Kürassier-Regiment Nr. 7 und später Premier-Leutnant der Landwehr-Kavallerie.
In den folgenden Jahren studierte er Jura in Heidelberg, Straßburg, Leipzig und an der Universität Halle-Wittenberg. Abgeschlossen hat er dies mit der Prüfung zum Gerichtsreferendar am Appellationsgericht in Naumburg (Saale).
Als Regierungsreferendar arbeitete er ab 1880 zunächst bei der Regierung Wiesbaden, später in Merseburg. Im Jahr 1883 bestand er die Prüfung zum Regierungsassessor mit der Note „ausreichend“. Im selben Jahr heiratete er am 1. August 1883 in Rüdesheim die Fabrikantentochter Maria Ewald  (* 25. Januar 1862 in Odenkirchen; † 16. August 1943), sie hatten zwei Kinder:
- Toska von Bake (* 6. September 1884 in Kassel; † 16. März 1970 in Konstanz; ⚭ 8. Oktober 1904 in Trier mit Erwin Theodor von Kaulla (1877–1956))[3]. Eltern des Schauspielers, Buch- und Drehbuchautors Guido von Kaulla (1909–1991);[4]
- Werner von Bake (* 9. Dezember 1887 in Sankt Goarshausen; † gefallen als Angehöriger der deutschen Frontflieger 1916)[1][5][6].

Als Assessor war er bei der Regierung in Kassel beschäftigt. Im Jahr 1886 wurde er zunächst kommissarisch und kurze Zeit später definitiv mit der Verwaltung des Landratsamtes in St. Goarshausen betraut. Im Jahr 1891 wechselte er in derselben Funktion in den Kreis Saarbrücken.
Im Jahr 1899 ging Bake wieder zur Regierung Wiesbaden. Dort war er Oberregierungsrat und stellvertretender Regierungspräsident. Ab 1903 war er Regierungspräsident in Trier. Am 6. August 1907 mit Diplom vom 29. September 1907 wurde er in Rominten in den preußischen erblichen Adelsstand erhoben. Vom 6. Januar 1908 bis zu seiner Pensionierung am 30. September 1919 amtierte er als Regierungspräsident in Arnsberg.
Bake war Mitglied des Westfälischen Altertumsvereins, des Westfälischen Provinzialvereins für Wissenschaft und Kunst, des Historischen Vereins für Dortmund und die Grafschaft Mark sowie des Provinzialkomitees für Naturdenkmalpflege der Provinz Westfalen.
Sein Bruder war der Gutsbesitzer und preußische Landesökonomierat Theodor von Bake (1849–1921), welcher bereits am 27. Januar 1906 in den erblichen preußischen Adelsstand erhoben wurde. Sein Neffe war der Gutsherr in Pessin und auf Bakerode Alfred Egon Gustav von Bake (* 1888).

## Auszeichnungen
- Kronenorden II. Klasse mit Stern
- Roter Adlerorden II. Klasse mit Eichenlaub
- Dienstauszeichnung I. Klasse
- Rote Kreuz-Medaille III. Klasse
- Orden vom Zähringer Löwen I. Klasse
- Ehrenkomtur des Oldenburgischen Haus- und Verdienstordens des Herzogs Peter Friedrich Ludwig
- Eisernes Kreuz am weißen Bande
- Charakterisierung als Wirklicher Geheimer Oberregierungsrat (1913)